# Вісник НТШ (Львів)

Вісник Наукового Товариства ім. Шевченка.

Вісник НТШ (Львів) - інформаційне видання Світової ради Наукових товариств ім. Шевченка. 
Інформує про життя Товариства в Україні та діаспорі. Популяризує здобутки української науки. 
Виступає речником духовного відродження Галичини та всієї України.
Виходить з березня 1991 р.
Реєстраційне свідоцтво ЛВ № 089 від 28 лютого 1994 р.
Виходить двічі на рік. Наклад: 1000-800 примірників. 
Станом на квітень 2017 р. вийшло друком 57 чисел журналу.